# Marion Raven
Marion Raven (født 25. maj 1984 i Lørenskog, Norge) er kunstnernavnet for den norske sangerinde Marion Elise Ravn.
Hun begyndte som barnestjerne sammen med veninden Marit Larsen i M2M. M2M blev opløst i[september 2002.
I 2005 slog hun gennem som soloartist med albummet Here I Am og særligt singlen "Break You", som er hentet fra dette album. Hun sang duet med Meat Loaf på sangen "It's All Coming Back to Me Now" som er fra Meat Loafs album Bat Out of Hell III (2006). Sangen nåede førstepladsen på VG-lista og lå på listen i 21 uger. Hun turnerede efterfølgende sammen med Meat Loaf i Canada og Europa i februar 2007.
I marts 2006 vikarierede hun som programleder for Idol i et af finaleprogrammerne.
I 2010 var hun en af de faste dommere i X Factor på TV 2 Norge: Hun var da mentor bl.a for Atle Pettersen, som kom på andenplads.
Hun var i dommerpanelet for Idol 2011 sammen med Bertine Zetlitz, Gunnar Greve Pettersen og Hans Erik Dyvik Husby.
I 2012 gjorde hun comeback som artist og udgav singlen "Colors Turn To Grey". Musikvideoen udkom 30. marts 2012.
I 2013 var hun med i den anden sæson af TV2-programmet Hver gang vi mødes, sammen med bl.a Kurt Nilsen, Lene Marlin og Ole Paus.
25. maj 2013 giftede Ravn sig med snowboardatleten Andreas Ygre Wiig.

## Diskografi

### Album
- Here I Am (2005)
- Set Me Free (2007)
- Songs From a Blackbird (2013)
- Scandal Vol. 1 (2014)
- Scandal Vol. 2 (2015)

### Singler/EP'er
- "Break You" (2005)
- "Here I Am" (2005)
- "End Of Me" (2005)
- "Heads Will Roll" (2006)
- "It's All Coming Back to Me Now" (2007) med Meat Loaf
- "Falling Away" (2007)
- "Found Someone" (2010)
- "Flesh and Bone" (2010)
- "Colors Turn to Grey" (2012)
- "The Minute" (2013)
- "In Dreams" (2014)
- "Better Than This" (2015)